# 포항 분지

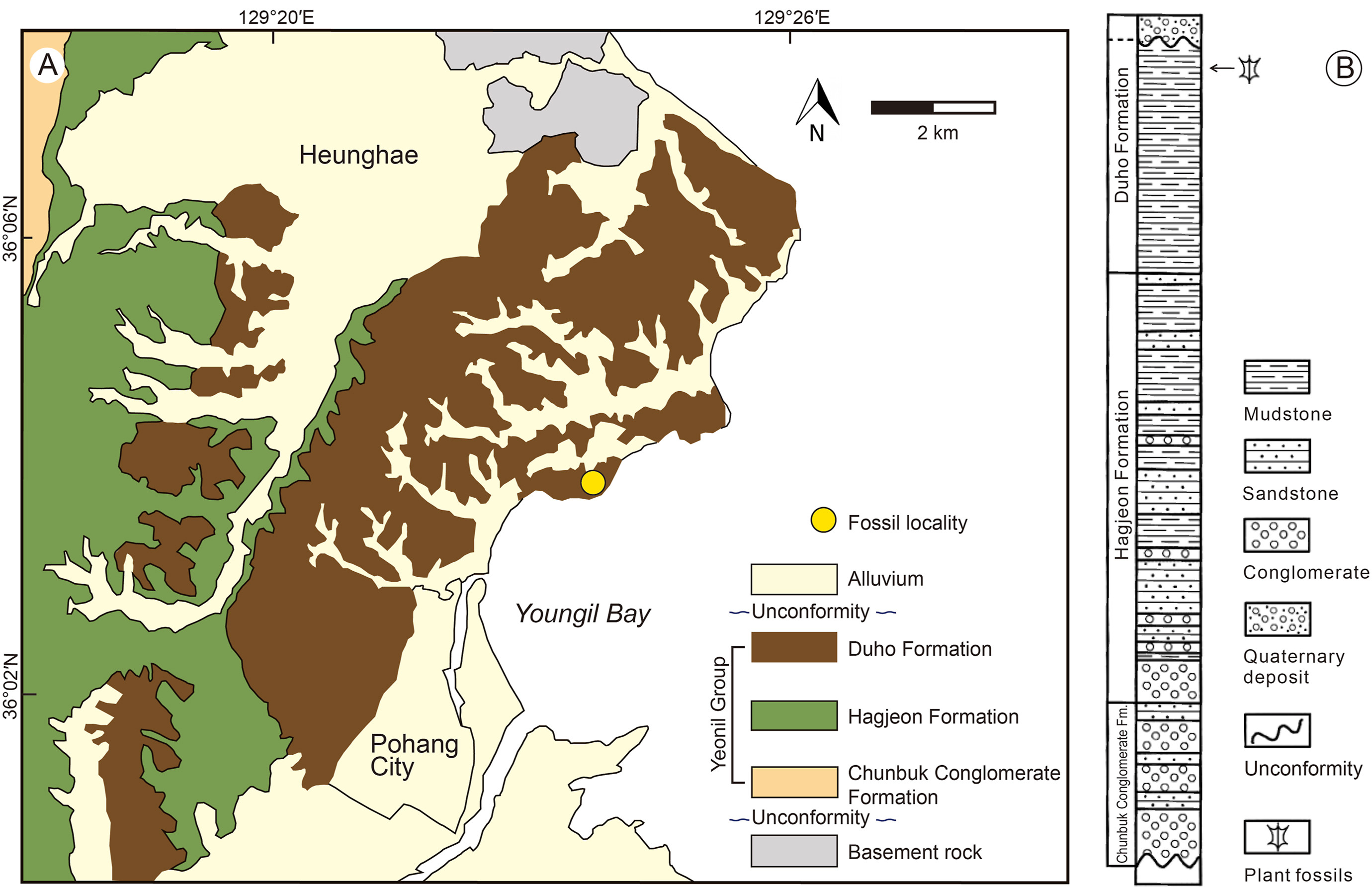
포항 분지 동부의 두호층과 학전층

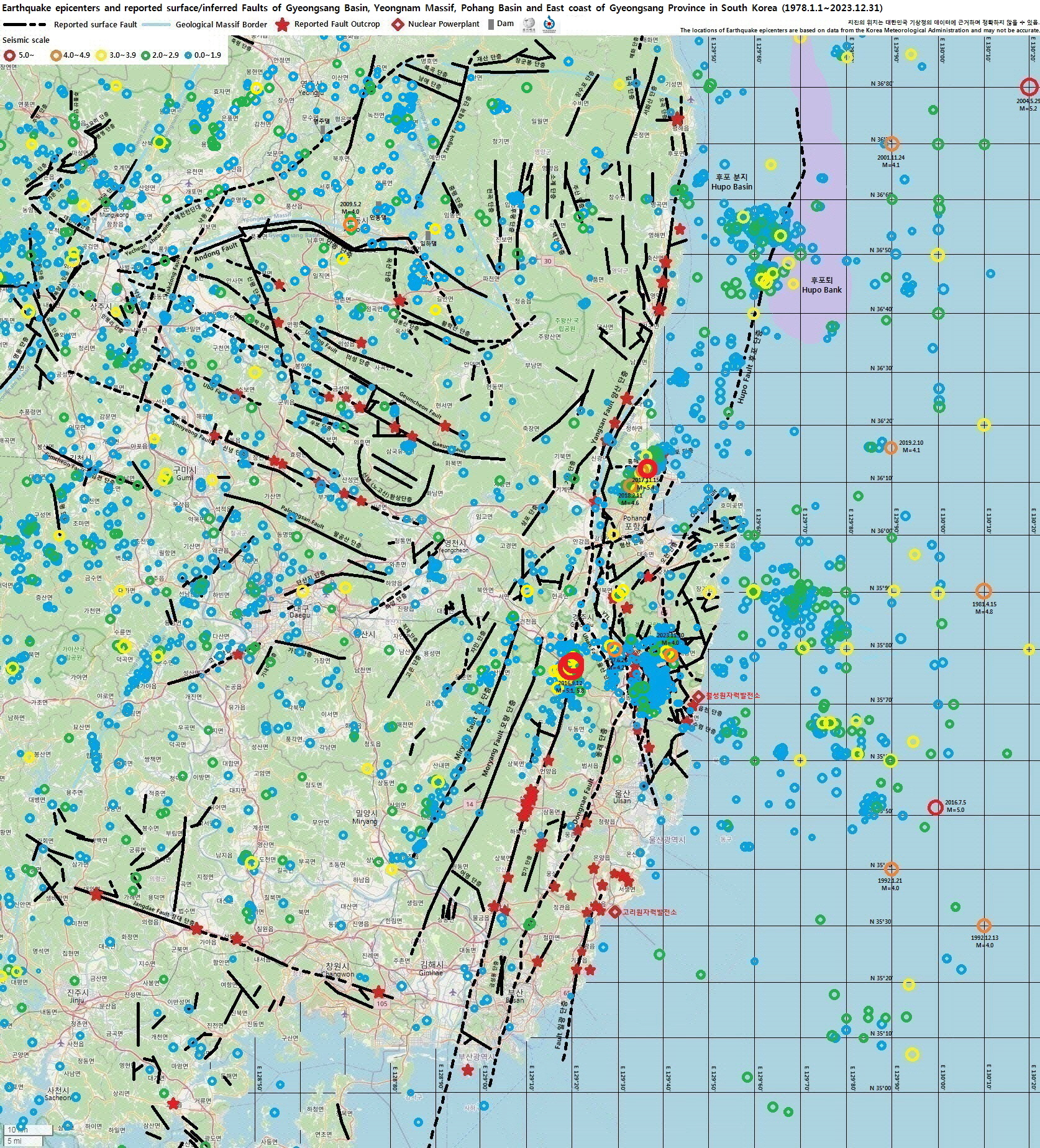
포항 분지

포항 분지(浦項 盆地, Pohang Basin)는 한반도 대한민국 경상북도 포항시 일대에 분포하는 신생대 마이오세의 퇴적 분지로, 퇴적암 지층 연일층군으로 구성되어 있다.

## 개요
신생대 마이오세에 동해가 확장되면서 한반도의 동해안을 따라 지각변형이 발생하였고 그 결과로 한반도 남동부에는 포항 분지, 장기 분지, 와읍 분지, 어일 분지, 하서 분지, 정자 분지, 울산 분지와 같이 신생대 마이오세의 퇴적암 지층으로 채워진 마이오세 퇴적분지들이 존재한다. 이들 마이오세 퇴적분지들은 지리적으로는 인접해 있으나 대부분 단층들에 의해 격리되어 고립적으로 분포하고 분지확장에 수반된 활발한 화산활동으로 암상의 변화가 심하다. 이들 마이오세 퇴적분지에 분포하는 지층은 장기층군, 범곡리층군, 연일층군으로 구성되는데 이들은 층서적 논란이 심하다.

## 포항 분지의 경계와 단층

### 양산 단층

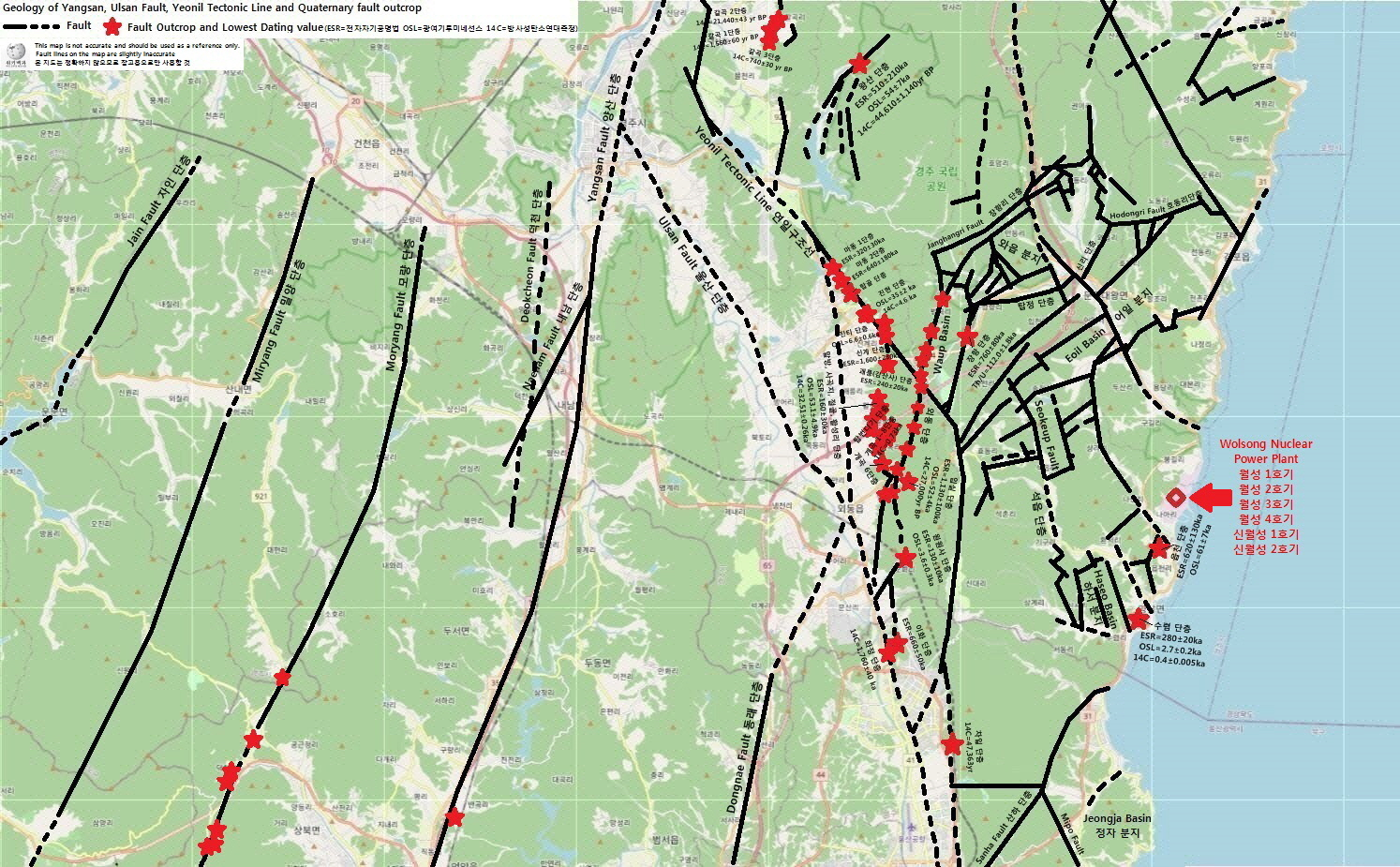
양산 단층, 울산 단층과 연일구조선

포항 분지는 양산 단층에 의해 경상 분지로부터 격리되어 있다. 기존의 포항(1964) 및 청하(1968) 지질도폭에서는 양산 단층의 존재가 보고되지 않았다. 대부분의 기존 연구들에서는 포항 분지 서편이 양산 단층에 의해 경계되며, 이 단층이 주 변위대(Principal Displacement Zone)로써 우수향 주향이동 운동을 하여 확장된 인리형 분지로 해석되어 왔다. 그러나 이후의 야외 조사를 통해 포항 분지의 서편은 양산 단층과 접하지 않으며, 양산 단층 동편에 위치하는 북북서 방향의 이음단층(transfer fault)과 북북동~북동 방향의 정단층들의 분절로 이어지는 지그재그 형태의 단층대로 경계된다는 것이 보고되었다. 포항 분지 서편 경계단층은 남쪽으로 연일 구조선과 약 50°각도로 사교하며 북쪽 말단에서 양산 단층과 연결된다. 분지의 서편 경계 단층은 확연한 지그재그 형태로 양산 단층으로부터 약 2~3 km 동편에 위치하며, 북북동과 북북서의 분절 단층으로 구성된다. 또한, 기존의 연구들은 양산 단층의 우수향 주향이동이 포항-경주 일대에 분포하는 제3기 마이오세 퇴적분지들의 확장을 주도한 것으로 해석하였으나 최근의 연구들은 마이오세 퇴적분지들의 확장이 양산 단층과는 관련 없고 양산 단층 동쪽의 연일구조선에 의해 규제되는 것으로 보고되었다. 조성권 외(1998)는 포항 분지 경계부에 발달하는 4개의 선상지-삼각주 내 역들의 공급지를 분석하여 선상지-삼각주계가 퇴적되는 동안 분지 서편 경계를 따라 양산 단층의 주향이동 운동이 없었다고 결론 지었다. (그러나, 이 논문에서는 포항 분지의 서측 경계가 양산 단층인 것으로 보았다.) 천영범 외(2012)와 손문 외(2013)는 포항 분지를 연일구조선과 해저에 발달하는 북북서 방향의 동한 단층이 주 변위대로써 짝을 이루고 두 단층의 이음부에 서북서-동남동 방향의 인장력이 작동하여 만들어진 인리형 분지로 해석하였다.

### 연일구조선
연일구조선(延日構造線, Yeonil Tectonic Line, YTL)은 신생대 마이오세에 한반도 남동부에서 발생한 지각 변형을 규제한 서쪽 한계선으로 정의되는 단층이다. 연일구조선에 의해 포항 분지를 포함 한반도 남동부에 분포하는 제3기 마이오세 퇴적 분지들은 연일구조선의 동쪽에만 분포한다. 양산 단층과 울산 단층 동편에 존재하는 연일구조선의 최북단은 북서 30°방향으로 양산 단층계와 연결되며 포항 분지의 서측 경계를 형성하며 경주시 양남면 효동리에서 남-북 방향으로 분절되다가 최남단인 울산광역시 북구 호계동에서 북북동 방향으로 우수향 굴곡되어 울산 단층과 연결되어 약 30 km의 연장을 가진다.
천영범 외(2012)는 포항 분지가 연일구조선과 동한 단층 2개의 주 변위대(Principal Displacement Zone, PDZ) 사이에서 확장된 인리형 분지인 것으로 해석했다. 포항 분지의 침강은 연일구조선의 우수향 주향이동 운동에 의해 유도되었으며 오천 단층은 시계 방향으로 회전했고 연일구조선과 연결되지는 않았던 것으로 보인다.

### 오천 단층
오천 단층(Ocheon Fault)은 포항 분지의 남동쪽 경계를 형성하는 북동 주향의 단층이다. 포항시 남구 오천읍에서 이름이 유래된 오천 단층은 민경덕 외(1990)의 전기비저항 연구에 의해 처음 그 존재가 보고되었다. 포항시 오천읍에서 전기 비저항 탐사를 실시한 결과 단층의 존재를 지시하는, 주위보다 전기비저항이 낮은 저비저항대가 지하 400 m까지 거의 수직으로 나타났으며 비저항 탐사의 결과로 단층대의 폭은 지표에서 200 m, 심부에서 400 m이며 포항 분지와 장기 분지가 단층으로 접촉하고 있다는 사실이 처음으로 밝혀졌다. 윤혜수 외(1991)은 단층 양쪽 지괴의 화석의 차이에 의해 단층의 존재를 밝혔다. 민경덕(1992)는 중력 탐사에 의해 단층의 존재를 보고하고 단층의 주향이 북동 30°이며 거의 수직으로 경사한고 장기층군이 이 단층을 따라 약 300 m 상승하였다고 보고하였다.
오천 단층계 중 가장 규모가 큰 오천 단층은 포항 분지와 장기 분지를 직접 경계 짓는데, 천영범 외(2012)에 의하면 이 단층은 남서쪽으로 갈수록 수직 변위가 줄어드는 가위단층의 형태를 보인다. 포항시 남구 오천읍 일대에는 북동 주향의 오천 단층과 정단층 및 좌수향-정단층들이 다수 발달하여 북동 방향의 단층계를 형성하며, 천영범 외는 이를 오천 단층계(Ocheon Fault System, OFS)로 명명하였다. 북서쪽으로 기울어 있고 큰 수직 변위를 가진 오천 단층 자체는 충적층 밑에 숨어 있다. 오천 단층계는 동해 확장과 관련하여 최초에 장기 분지의 북서측 경계를 형성하는 정단층으로 활동하였으나, 약 17 Ma에 서측으로 전파하는 전단력과 연일구조선의 우수향 활동, 포항 분지의 침강과 함께 퇴적 중심이 갑작스럽게 북서쪽으로 이동하며 오천 단층은 시계 방향으로 회전하여 포항분지의 동남쪽 경계단층으로 재활성된 것으로 해석되었다. 또한 이 단층은 전기 마이오세 동안에 작동된 북북서 방향의 우수향 전단력에 의해 시계방향으로 점진적으로 회전되면서 운동감각이 정이동에서 좌수향 사교이동으로 변화된 것으로 보고되었다. 고자기학적 연구에 따 르면 포항분지 서쪽 경계단층의 서편 분지 기반암의 잔류자기는 편향되지 않은 반면, 오천 단층계 동편의 장기반도 암석들의 잔류자기는 시계 방향으로 평균 약 25° 회전되어 있어 이러한 해석을 지지한다.

### 곡강 단층
포항 분지의 남부는 남-북 주향의 곡강 단층에 의해 동부와 서부 지괴로 나누어지며 퇴적암의 두께는 단층 동부에서 600~700 m, 서부에서 300~500 m이다. 이 단층의 존재는 포항시의 석유탐사시추공에서 인지되었다. 곡강 단층은 형산 단층에 의해 300 m 변위된다.

### 형산 단층
형산 단층은 형산강을 따라 동북동-서남서 방향으로 발달하는 정단층이다. 형산 정단층의 남측 지괴가 북측에 비해 상승했다. 형산 단층의 변위량은 200 m로 추정되었다.

### 포항 분지의 동측 경계
윤혜수와 김봉균(1983)은 흥해읍 오도리 일대에 분포하는 기존의 두호층을 경상 누층군으로, 오도리-신흥리 계곡에 분포하는 지층을 천북 역암층으로 간주하고 이 일대에 포항 분지의 동측 경계가 있음을 주장하였다. 이들에 의하면 오도리의 오봉산(177.8 m) 일대에 분포하는 흑색 셰일은 두호층의 전형적인 암상(연갈색, 연회색의 이암)과 다르고 오도리-신흥리 계곡의 지층은 암상과 산출되는 연체동물 화석으로 보아 두호층으로 간주될 수 없다.

## 포항 분지 기반암
홍국영(1991)은 포항분지 내 기반암인 백악기 유천층군의 응회질암을 관입한 암맥의 시추 코어를 이용해 K-Ar 각섬석 전암연대를 117±2.62 Ma로 보고하였으며 Shin and Nishimura (1994)는 동일한 시추공의 심부코어에서 획득한 저어콘과 스핀을 이용해 각각 45 Ma와 58 Ma의 피션트랙 연령을 계산하였다. 이승구 외(2007)는 포항분지에서 시추된 2300 m 심부 화강섬록암 시추코어의 저어콘 U-Th 연대를 273±4 Ma로 보고하였고 이승구 외(2008)에 의하면 포항 분지에서 시추를 실시한 결과 상부는 제3기 퇴적암과 백악기 응회암류로, -1300~1900 m까지는 섬록암, -1900~2300 m는 화강섬록, -2300~3000 m 부분은 화강암으로 구성되며 이 화강암류들은 동일 기원의 마그마로부터 분화된 것이다. 화강암의 Rb-Sr 등시선 연대는 60±12 Ma, 화강섬록암의 오시선 연대는 64.2±8.5 및 166±230 Ma이다. 안해성 외(2015)는 시추 자료와 삼차원 지질 모델링을 통해 심성암 -1100~1500 m, 화산암 -400~800 m, 심도 -600 m의 학림층 밑에 있는 육성암이 -680~700 m의 심도를 가진다고 보고하였다.

## 연일층군
신생대 제3기에 형성된 연일층군(Yeonil Group, 延日層群)은 포항 분지를 구성하며 포항시 시가지와 그 주변 지역에 넓게 분포한다. 신생대 제3기층 내에는 식물 화석이 많이 산출된다. 연일층군은 천북 역암층을 기저로 하여 학림층, 흥해층, 이동층, 두호층, 여남층으로 구성된다. 연일층군의 퇴적환경은 일반적으로 온난한 환경으로 해석되지만 지층의 위치에 따른 연구자들의 해석은 다소 다른 결과를 보인다. 미고생물학연구는 연일층군의 하부는 난류의 영향이 우세한 반면 상부로 갈수록 한류의 영향이 강해지는 환경으로 해석하였으나 식물화석과 화분포자화석 연구는 연일층군의 식물화석을 온난한 기후에 서식하는 식물군으로 해석하였다. 규조화석 연구에 의하면 난수종은 하부에서 한수종은 상부에서 우세하게 산출되어 연일층군 퇴적 당시 초기에는 한류와 난류의 영향을 동시에 받았으나 분지가 침강하면서 차츰 한류의 영향을 더 강하게 받은 것으로 해석된다.
두께 1,000 m 이하의 연일층군은 일반적으로 북동 10~20°의 주향과 동쪽으로 10°미만의 경사를 보이나 곳에 따라 변하며 대체로 남-북 방향의 축을 가진 완만한 습곡을 보이고 있다. 연일층군에 대한 고지자기 연구 결과 동해의 확장이나 일본 열도의 분리가 연일층군에 구조적으로 별로 영향을 주지 않았을 것으로 해석되었다.
윤선(1976)은 연일층군에서 31종의 쌍각류(雙殼類), 1종의 굴족류(掘足類), 9종의 복족류(腹足類) 화석을 기재하였다. 윤선과 이상훈(1982)은 천곡사층에서 Anadara (Hataiarca) kakehataensis (Hatai abd Nisiyama), Vicarya (Shoshiroia) callosa japonica 등의 화석을 발견하고 이를 어일 분지의 송전층, 울산 분지의 신현층에 대비하였으며 그 지질시대는 마이오세 중초기이다. 최덕근 외(1984)는 이동층과 포항층에서 신종 Tasmanites crassipunctatus 그리고 Crassosphaera ariakense 2종의 타스마니티드(Tasmanitids) 화석을 기재하였다. 윤선(1984)은 천곡사층에서 산출된 내만성의 Vicarya-Anadara 및 Vicaryella-Anadara 화석군집 그리고 연안-천해성 Dosinia-Felaniella 화석군집에 기초하여 중기 마이오세에서의 포항 분지의 고(古)해안선을 설정하였다.
연일층군의 지질시대는 연체동물, 규조, 유공충, 화분을 비롯한 대형 식물화석에 의하면 대체로 중기~후기 마이오세로 해석되지만 후기 올리고세 내지 전기 마이오세의 의견도 있다. 한편, 유공충 및 유기질 미화석의 연구에 의한 전기에서 중기 마이오세 또는 규조를 비롯한 미화석에 의한 중기 마이오세 등의 견해도 있다. 화산암의 절대연대 측정에 의한 연일층군의 연대는 15 Ma로 보고되기도 했다. 김원형은 포항 분지에서의 시추 자료를 통해 포항 분지 퇴적암의 퇴적률을 1,000년에 6.3 cm인 것으로 계산하였다. 포항 분지 지역에서의 시추 및 삼차원 지질 모델링 결과 -400~800 m 깊이에 기반암인 화산암이 있고 그 위에 연일층군이 차례로 쌓여 있으며 그 대략적인 깊이는 학림층 -600 m, 흥해층 -440 m, 이동층 -270 m, 두호층 -50 m이다. 시추공 분석 결과 사암(3.6%)에 비해 이암(96.4%)이 압도적으로 많다.

### 석유 부존 가능성
송요헌 외(1987)는 연일층군이 석유 근원암이 될 가능성을 알아보기 위해 시추공에서 연일층군의 시료를 채취하였다. 연일층군에서 나온 유기물은 주로 해양 플랑크톤 기원이며 육상의 식물에서 기원한 것도 약간 있다. 유기물의 질은 석유 생성에 적합하나 열에 의핸 성숙도가 높지 않아 석유가 산출될 가능성은 별로 없는 것으로 드러났다.

### 포항 분지의 층서
타테이와 이와오(1924)는 왜관에서 대구, 영천, 경주, 포항에 이르는 지역의 지질을 조사하고, 지금의 포항 분지 남부와 장기분지 지역의 지층을 처음으로 신생대 올리고세의 장기통과 플라이오세 하부 혹은 마이오세의 연일통으로 구분하였다. 포항 분지 전역에 분포하는 연일통은 비화산성의 해성기원 퇴적물로 구성되어 있으며 천북역암과 연일셰일로 구분되었다. 포항 지질도폭(1964)은 밑에서부터 천북 역암층, 학림층, 흥해층, 이동층, 두호층, 여남층 6개 지층으로 구분하였다. 그러나 그 이후 제안된 연일층군의 층서는 연구자마다 모두 다르며 현재까지도 포괄적 지지를 받는 통일된 층서 체계는 없다. 윤선(1975)은 포항 분지의 제3기 퇴적암을 최하부의 육성층 단구리 역암과 그 위의 해성층 의창층군(義昌層群)으로 나누었으며 의창층군을 밑에서부터 천곡사층, 학전층, 흥해층, 이동층, 두호층으로 구분하였다. 그리고 이들 지층은 초기~중기 마이오세에 해당한다. 윤혜수(1986)는 그전까지 사용되었던 6개 지층을 재조사하여 천북역암, 학전층, 두호층 3개층만 인정하고 나머지 3개 층은 단지 다른 두 지층의 습곡으로 인한 반복 노출이거나 야외에서 식별이 어렵다는 이유로 그 존재를 인정하지 않았다.
| 타테이와 (1924) | 포항도폭(1964) | Kim (1965) | Yoon (1975)         | Yun (1986) | Chough et al. (1989) | 노진환 (1994) |
| --------------- | -------------- | ---------- | ------------------- | ---------- | -------------------- | ------------- |
| 연일셰일        | 여남층         | 오목동층   | 용한층              | 두호층     | 두호층               | 포항층        |
| 연일셰일        | 두호층         | 포항층     | 두호층              | 두호층     | 두호층               | 포항층        |
| 연일셰일        | 이동층         | 이동층     | 이동층              | 학전층     | 흥해층               | 포항층        |
| 연일셰일        | 흥해층         | 대곡층     | 흥해층              | 학전층     | 흥해층               | 천북층        |
| 연일셰일        | 학림층         | 송학동층   | 학전층              | 학전층     | 학림층               | 천북층        |
| 천북역암        | 천북역암       | 서암역암   | 청곡사층 단구리역암 | 천북역암   | 천북층               | 천북층        |

### 천북 역암층(1924-현재)
천북 역암층(Tcc; Tertiary Cheonbuk conglomerate formation, 川北 礫巖層)은 연일층군의 기저 역암층이며 거의 남-북 내지 북동 10°의 주향으로 연일읍 달전리, 흥해읍 대련리와 경주시 강동면 단구리, 흥해읍과 신강면의 경계 지역, 흥해읍 덕성리 서부, 청하면 고현리와 서정리 서부, 송라면 상송리, 대전리 동부를 지나 영덕군 남정면 양성리까지 길게 이어진다.

### 학림층
학림층(Ta; Tertiary Hakrim formation, 鶴林層) 연일읍 달전리에서 포항요금소, 대련리 북서부, 학천리, 초곡리 서부, 덕성리 중부, 청하면 서정리 동부와 필화리, 송라면 하송리를 지나 광천리와 화진리까지 이어진다.
- 포항도폭에 의하면 천북 역암층 상위에 정합적으로 놓인 지층으로 주로 사암, 역암 및 셰일로 구성되며 백갈색 내지 회백색을 띠고 셰일은 사질인 경우도 있다. 본 지층 하부와 상부에 역암이 많이 협재되며 중부에는 사암과 셰일의 호층(互層)을 이루고 있다. 천북 역암층에 비해 본 지층 내의 역암의 두께는 얇으며 2 m를 넘지 않는다. 지층의 경사는 동쪽으로 10°정도로 완만하다. 흥해읍 매산리에서 다소 탄질물을 협재하는 곳도 있으나 연속성은 없다. 지층의 두께는 100 m 내외이며 흥해읍 학천리-대련리 지역에서 분포지의 폭이 가장 넓고 그 남북으로 갈수록 지층 분포지의 폭이 좁아지는데 이는 지층의 완만한 습곡에 기인한다.[39]
- 청하도폭에 의하면 천북 역암층 상위에 정합적으로 놓인 지층으로 회백색, 황백색의 역암, 사암 및 셰일로 구성되며 청하면 미남리, 송라면 조사리, 방석리 등에서 지경동 화산암류를 덮으며 청하면 하대리에서는 흥해층에 의해 정합적으로 덮인다. 본 지층의 일반적인 주향은 북동 10° 경사는 남동 5~10°이나 주향은 북서 5°에 서쪽으로 10°경사하는 부분도 있다. 본 지층에서는 화석이 발견되지 않았으며 지층의 두께는 약 80 m 정도이다.[43]
- 허민 외(1994)는 경주시 천북면 물천리에 17 m 두께로 드러난 학림층에서 Acanthocythereis mutsuensis (Ishizaki, 1971, 31개체),Kotoracythere sp. (42개체), Spinileberis (16개체), Trachyleberis niitsumai (Ishizaki, 1971, 9개체), 총 104개체의 화석을 산출하였다.[44]

### 흥해층

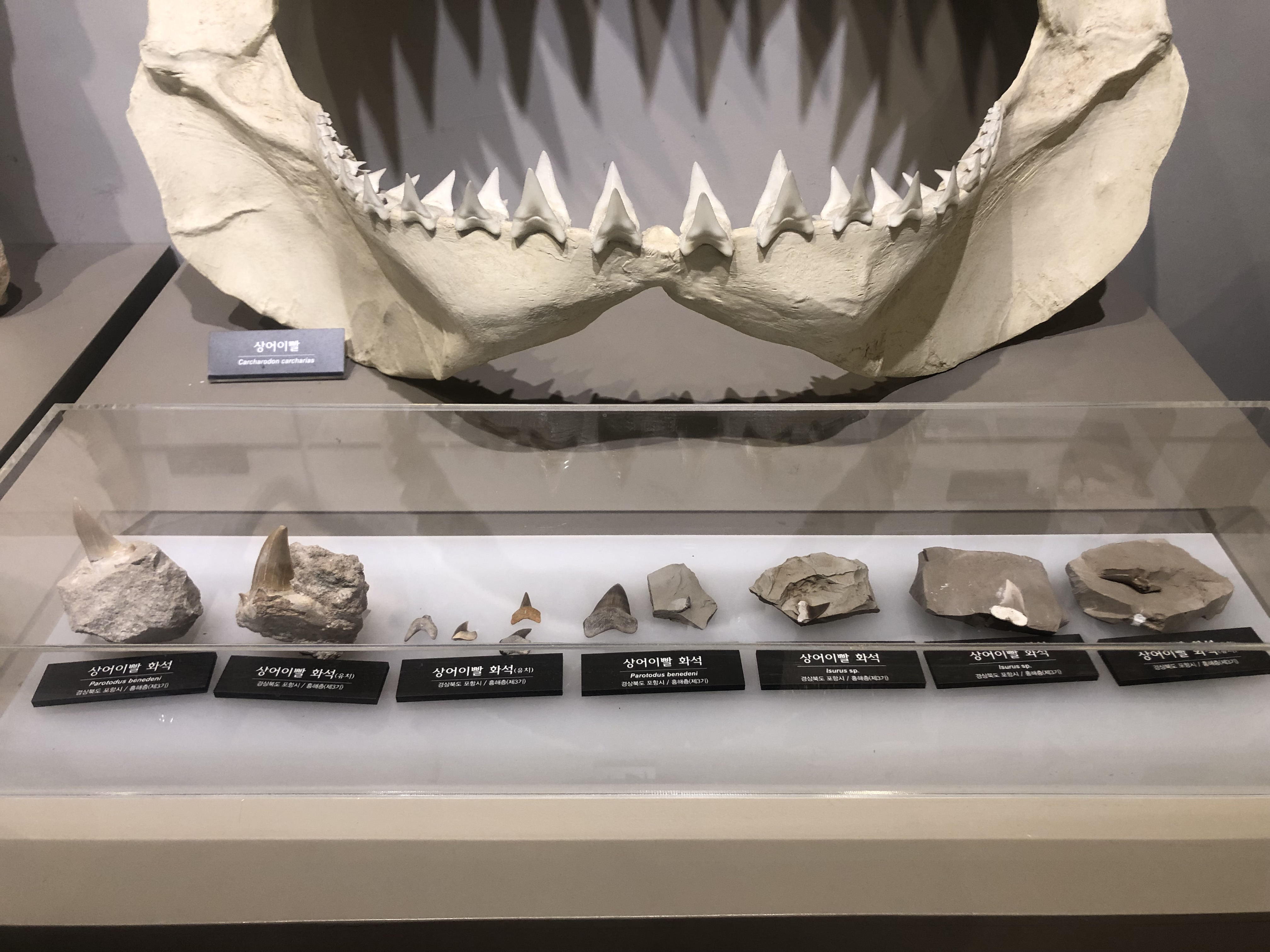
신생대 포항 분지 연일층군 흥해층 상어 이빨 화석, 국립중앙과학관 전시

흥해층(Th; Tertiary Heunhae formation, 興海層)은 연일읍 학전리 동부에서 대련리 중부, 학천리 동부, 초곡리 동부, 덕장리, 청하면 고현리 동부에 이르기까지 분포한다.
포항 지질도폭에 의하면 학림층 상위에 정합적으로 놓인 지층으로 주로 사암과 이암 및 협소한 역암과 셰일로 구성되며 대체로 학림층보다 더 백색을 띤다. 학림층보다 셰일과 역암이 급격히 감소하는 대신 이암의 출현이 현저하다. 본 지층 하부에는 이암과 셰일이 많으며 중부에는 사암이 그리고 상부에는 이암과 셰일이 많다. 본 지층의 두께는 120 m 정도이며 지층의 경사는 대체로 동쪽으로 10°정도이다. 흥해 서남방 약 2 km 지역에서는 유공충의 화석이 산출된다.
청하 지질도폭에 의하면 주로 이암 및 사암으로 구성되며 학림층의 것보다 더 백색에 가까운 황백색을 띤다. 간혹 두께 10 cm 내외의 역암층이 사암 및 이암층 중에 협재되기도 한다. 그 암상으로 보아 학림층과 구분이 어렵다. 본 지층의 주향은 북동 5~8°, 경사는 남동 10°내외의 완만한 지층이며 두께는 40~50 m 정도이다.

### 이동층

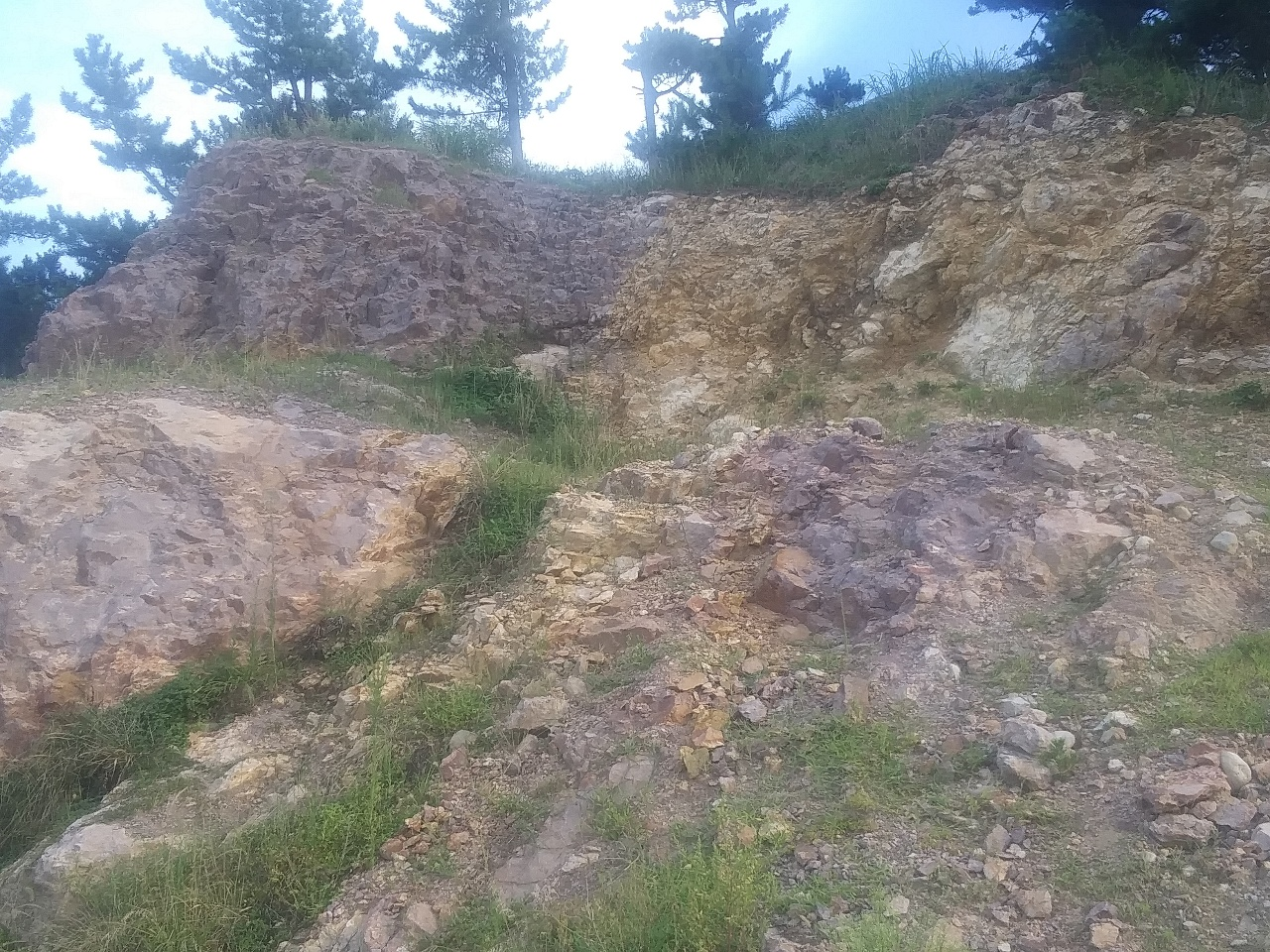
이가리항 서쪽 해안가 노두
연일층군 이동층(Te)에 해당하는 지층이다. (청하도폭)
경상북도 포항시 청하면 이가리 산 22-4

이동층(Te; Tertiary Edong formation, 梨洞層)은 이동 (포항시)에서 그 이름이 유래되었으며, 지곡동과 이동에서 대련리 동부, 흥해읍 남송리와 곡강리, 청하면 이가리 지역에서 대략 북북동 방향으로 분포한다.
- 포항도폭에 의하면 흥해층 상위에 분포하는 이 지층은 갈색~백갈색을 띠고 학림층과 비슷한 색깔을 나타낸다. 역암은 거의 없고 이암이 압도적이며 본 층 하부에는 셰일과 사암의 호층을 이루고 있으나 중부에서는 이암이 80 m나 단속(斷續)되며 상부에서는 주로 이암과 셰일의 호층을 이루고 있다. 본 층의 두께는 150 m 정도로 이동, 지곡동 지역에서 넓고 북으로 갈수록 좁아진다. 지층의 경사는 완만하여 (남)동쪽으로 10°정도이다. 유공충 화석과 식물 화석이 산출된다. 본 층 최상부 두호층과의 경계 부근에서는 직경 1~30 cm의 역을 가진 역암이 나타난다.[39]
- 청하도폭에 의하면 흥해층 상부에 정합적으로 놓이며 니암 및 역암으로 구성된다. 암석의 색은 흥해층과 별 차이 없으며 역암이 흥해층보다 우세해진다. 대체로 북동 주향과 남동 경사를 보이며 지층의 두께는 40 m 정도이다.[43]
- 이영길(1975)은 포항시 청하면에 분포하는 이동층에서 규조류 화석을 발견하였다.[45]

### 학전층 (1986-현재)
학전층(Hagjeon Formation)은 천북역암을 정합으로 덮으며 흥해층, 이동층 및 천곡사층 등 기존의 지층들을 통합한 지층으로 두께는 약 280~400 m이다. 주로 (암)회색의 사암과 이암으로 구성되며 상부에는 간혹 분급이 불량한 역암층들이 렌즈상으로 협재된다. 전반적으로 사암 및 이암의 층리는 매우 불량하며 전체적인 암상의 수평적, 수직적 변화가 심하여 지층의 연속성을 확인하기가 쉽지 않다.

### 두호층(1964-현재)

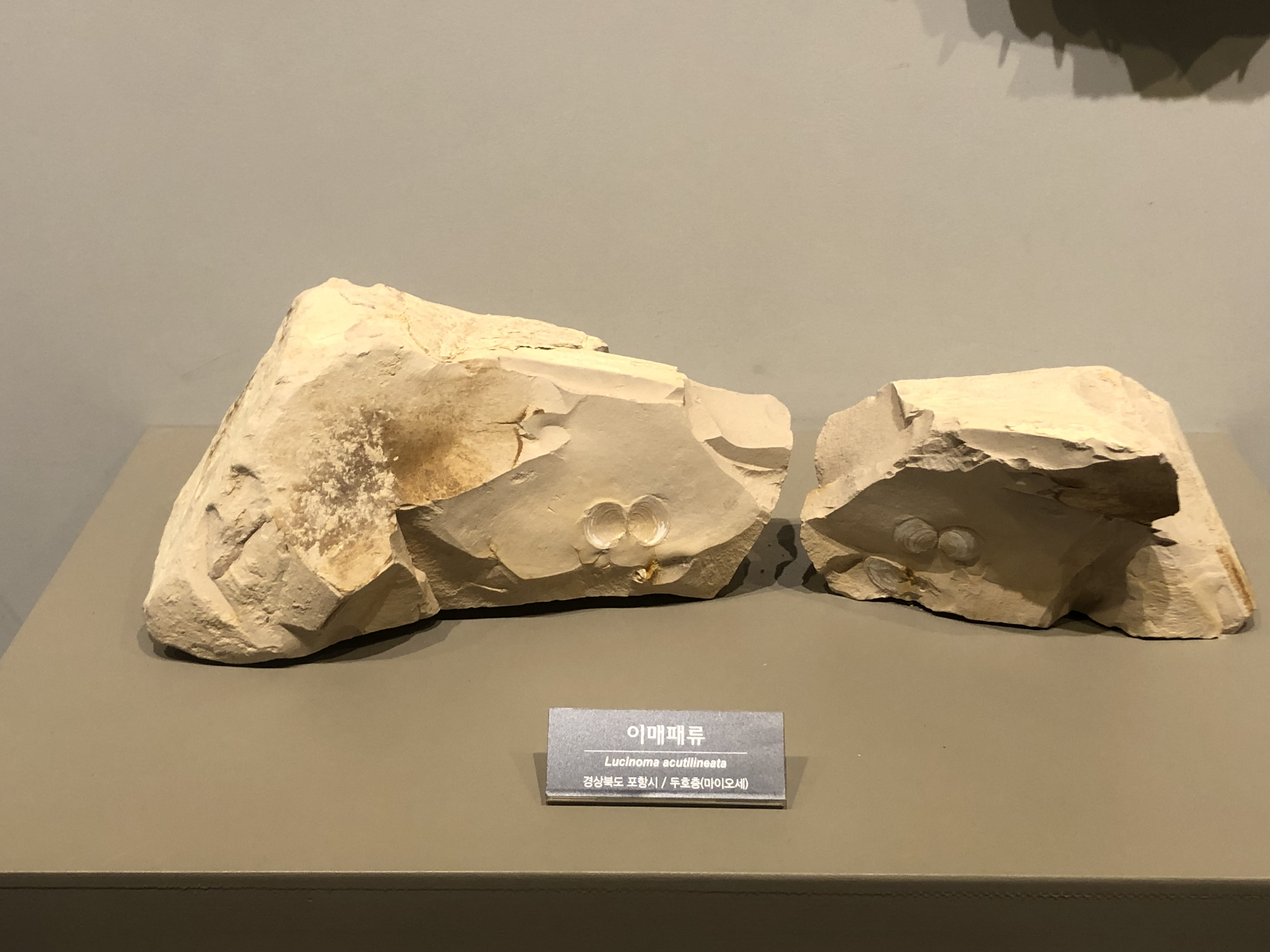
신생대 포항 분지 연일층군 두호층의 이매패류 화석, 국립중앙과학관

두호층(Td; Tertiary Duho formation, 斗湖層)은 두호동에서 그 이름이 유래되었으며 용흥동과 우현동, 학산동, 창포동, 장성동 중서부, 두호동, 양덕동 동부, 흥해읍 용한리 서부에 분포한다. 이동층을 정합으로 덮으며 이암, 셰일 및 사암의 호층으로 구성되며 암석의 색은 흥해층과 비슷하게 전반적으로 백색을 더 띠는 백갈색이다. 본 층 상부에는 때때로 담갈색을 띠는 이암도 보인다. 지층의 두께는 150~200 m 으로 연일층군의 다른 지층들과 거의 같은 주향과 경사를 보이나 부분적으로 향사 습곡 구조를 보이는 곳도 있다. 본 지층 중부에 두께 1 m 내외의 역암이 불연속적으로 협재되기도 한다.

### 여남층 (1964-1986)

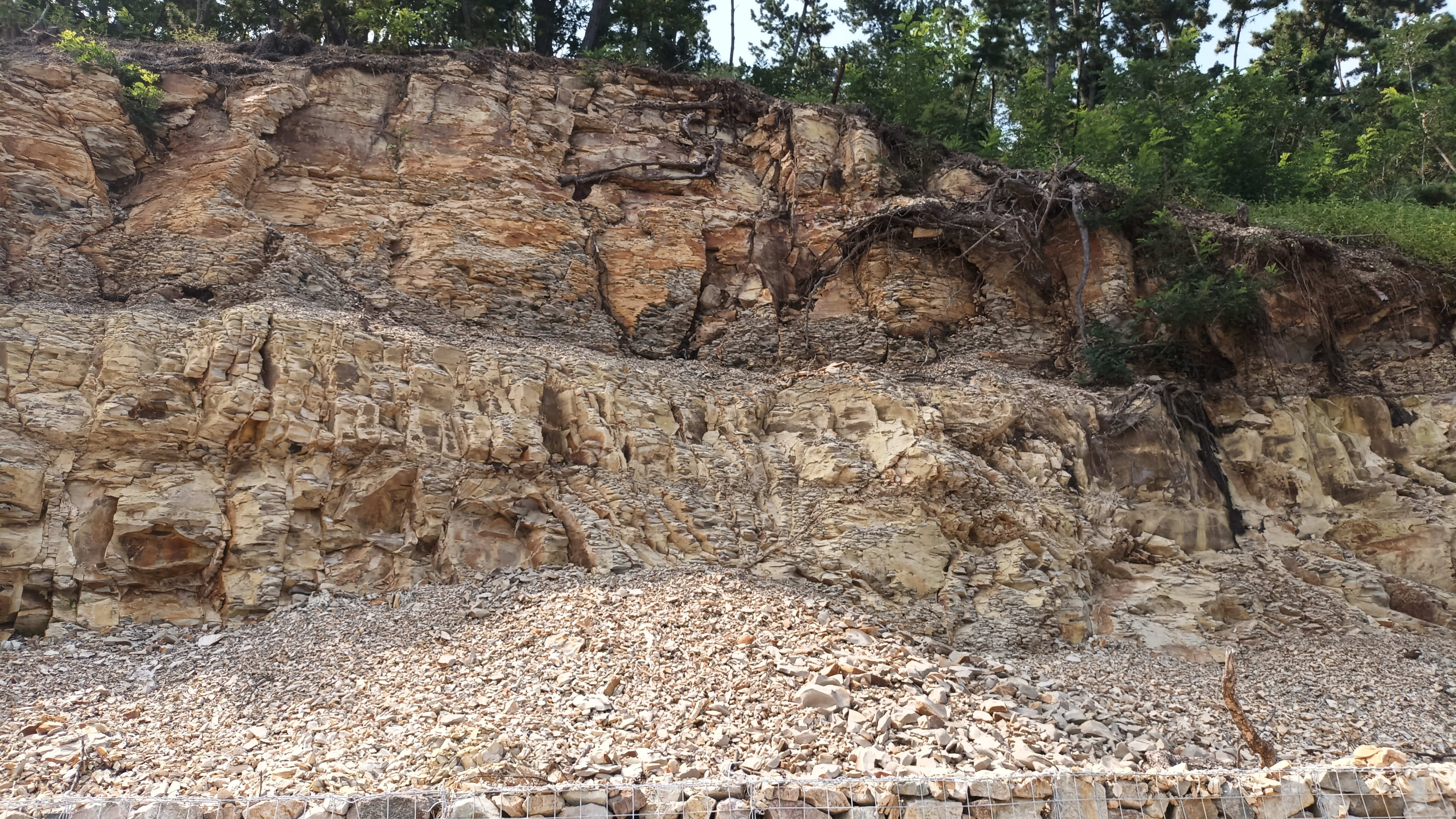
포항시 여남동 포항해상스카이워크 부근 바닷길에 드러난 여남층 노두. 포항 분지의 지층에서는 신생대 마이오세의 화석들이 많이 산출된다.

여남층(Ty; Tertiary Yeonam formation, 汝南層)은 여남동에서 그 이름이 유래되었으며 여남동과 흥해읍 용한리 동부와 우목리에 소규모 분포한다. 이암과 셰일, 사암으로 구성되며 셰일은 판상(板狀)이고 사질인 경우도 있다. 대체로 본 층의 상하부에서는 다소 녹색을 띤 셰일이 발달하며 중부는 이암이 지배적이다. 타 지층에 비하여 담녹색을 띠는 것이 많고 패류(貝類) 화석이 유공충, 식물 화석과 같이 산출된다. 또한 층리면이 비교적 잘 발달되어 있다. 지층은 대체로 남동쪽으로 10°정도 경사한다.
- 포항시 여남동의 포항해상스카이워크 동쪽 해안길에는 사진과 같이 여남층의 노두가 대규모로 드러나 있으며 여남층의 황백색 이암과 셰일 등의 전석(轉石)이 대량으로 있다.

### 중흥동층 (2012-)
- 중흥동층(Tjh; Tertiary Jungheungdong formation)은 동해면 흥환리와 호미곶면 구만리의 영일만 해안을 따라 흩어져 분포하며, 연일 현무암 혹은 눌대리 응회암을 부정합으로 피복한다. 연녹색 내지 황록색을 띠는 본 지층은 주로 역암, 사암과 이암의 호층으로 구성되고 층리를 발달시킨다. 역들은 대부분 암회색 현무암 역이고 드물게 응회암, 안산암, 사암 등을 포함한다.[46]

### 신생대달전 현무암
달전 현무암(Qba; Daljeon basalt)은 연일읍 학전리와 달전리 일부 지역에 분포하는 현무암이며 포항 달전리 주상절리가 바로 이 암석 중에 발달한다. 달전저수지 남서쪽과 남쪽에서는 암맥상 분포를 보이는데 판상 절리와 구상(球狀) 절리가 발달되어 있으며 간혹 표면이 다공질(多孔質)인 것도 볼 수 있다. 암석은 (암)흑색을 띠며 미정질(微晶質)이고 매우 치밀하다. 현미경 하에서 반상 구조(porphyritic texture)를 보인다. 이 암석은 포항도폭(1964)에서 신생대 제4기의 암석으로 분류되었으나 40Ar/39Ar 동위연소 연대측정 결과, 현무암의 관입 연대는 등시선 연대에 근거하여 신생대 마이오세인 13.82 Ma으로 판단된다.

## 같이 보기
- 포항시의 지질
- 한국의 지질
- 와읍 분지
- 연일구조선
- 양산 단층
- 울산 단층
- 포항 달전리 주상절리
- 포항시